# Liste der Fließgewässer im Flusssystem Elbbach

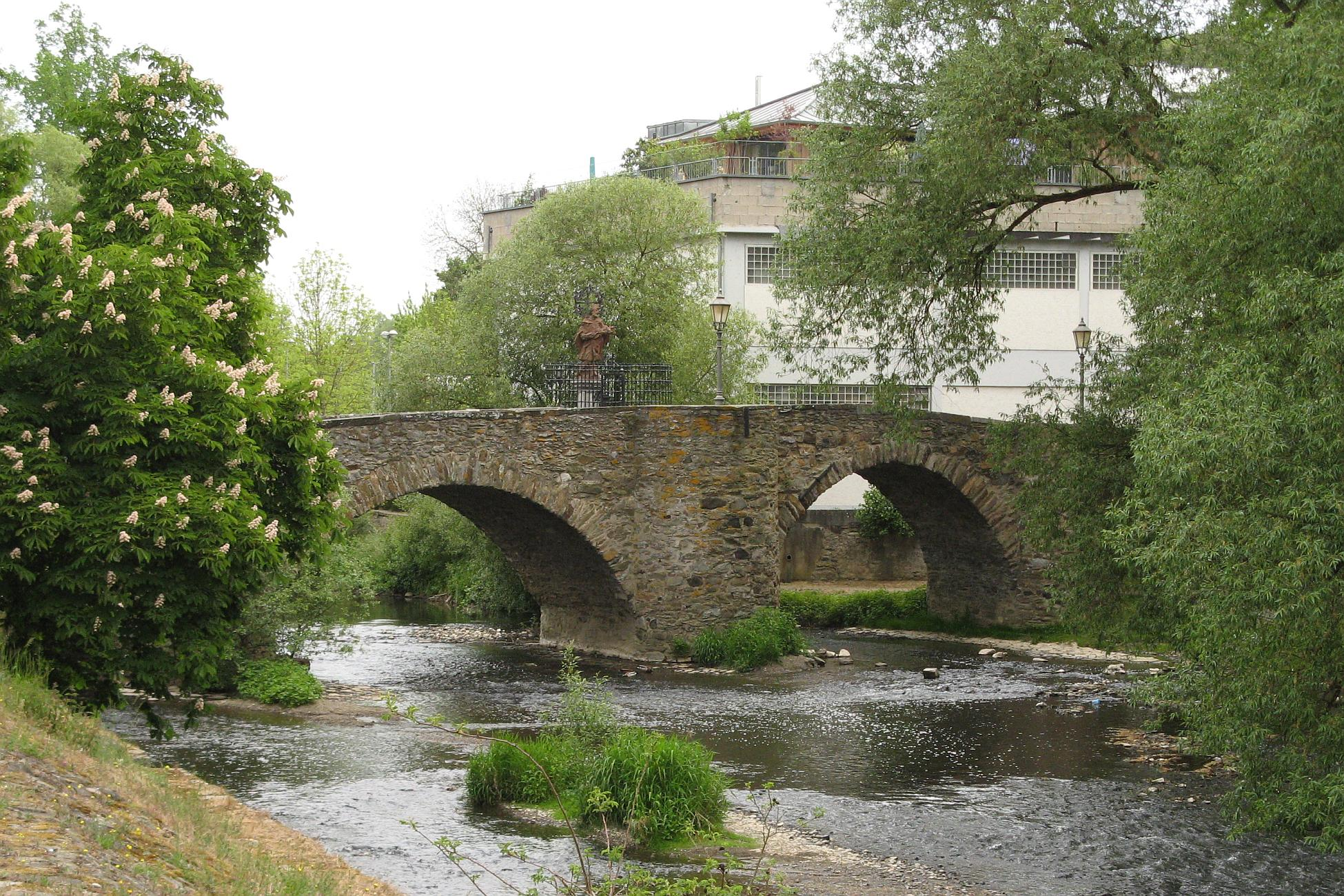
Der Elbbach unter der Steinernen Brücke

Die Liste der Fließgewässer im Flusssystem Elbbach umfasst alle direkten und indirekten Zuflüsse des Elbbaches, soweit sie namentlich auf der Topographischen Karte 1:25 000 Hessen (DK 25), im Kartenwerk des Stadtplandienstes der Euro-Cities AG, im Kartenservicesystem des Hessischen Landesamts für Naturschutz, Umwelt und Geologie (HLNUG) WRRL in Hessen oder im Kartenservicesystem der Wasserwirtschaftsverwaltung Rheinland-Pfalz GeoPortal Wasser aufgeführt werden. Namenlose Zuläufe und Abzweigungen werden nicht berücksichtigt. Die Längenangaben werden auf eine Nachkommastelle gerundet. Die Fließgewässer werden jeweils flussabwärts aufgeführt. Die orografische Richtungsangabe bezieht sich auf das direkt übergeordnete Gewässer.

## Elbbach
Der Elbbach ist ein 40,7 km langer rechter Zufluss der Lahn im Westerwald.

## Zuflüsse
Direkte und indirekte Zuflüsse des Elbbaches
- Hinterkirchenerbach (rechts), 1,7 km
- Rothenbach (rechts), 2,7 km
- Kuhbach (rechts), 1,3 km
- Dernbach (links), 3,1 km
- Kälberbach (rechts), 4,9 km
  - Bach von der Elbinger Lei (links), 0,9 km
- Otterbach (links), 2,4 km
- Schafbach (links), 13,6 km
  - Schönberger Bach (links), 1,0 km
  - Walzenbach (rechts), 1,5 km
  - Binnbach (links), 1,6 km
  - Bach vom Heerstrut (rechts), 1,1 km
  - Seebach (links), 7,4 km
    - Leimbach (rechter Quellbach), 1,9 km
    - Kieselbach (linker Quellbach), 2,0 km
    - Hüttenbach (rechts), 3,3 km

  - Hülsbach (rechts), 3,4 km
- Holzbach (links), 12,9 km
  - Wesbach (rechts), 2,4 km
    - Klosterbach (links)

  - Mausbach (links), 2,6 km
  - Keilbach (rechts), 4,2 km
- Langendernbach (Dembach) (links), 4,9 km
- Mühlbach (links), 3,7 km
- Lasterbach (Steinbach) (links), 19,0 km
  - Mittelsbach (links), 1,8 km
  - Krummbach (rechts), 5,7 km
- Grundbach (Frickhofener Bach) (rechts), 5,6 km
- Oderbach (Wertsbach) (links), 3,0 km

- Salzbach (rechts), 9,3 km
  - Walmeroder Bach (rechts), 2,6 km
    - Bilkheimer Bach (links), 1,5 km

  - Molsberger Bach (rechts), 1,8 km
  - Dorndorfer Bach (links), 2,2 km

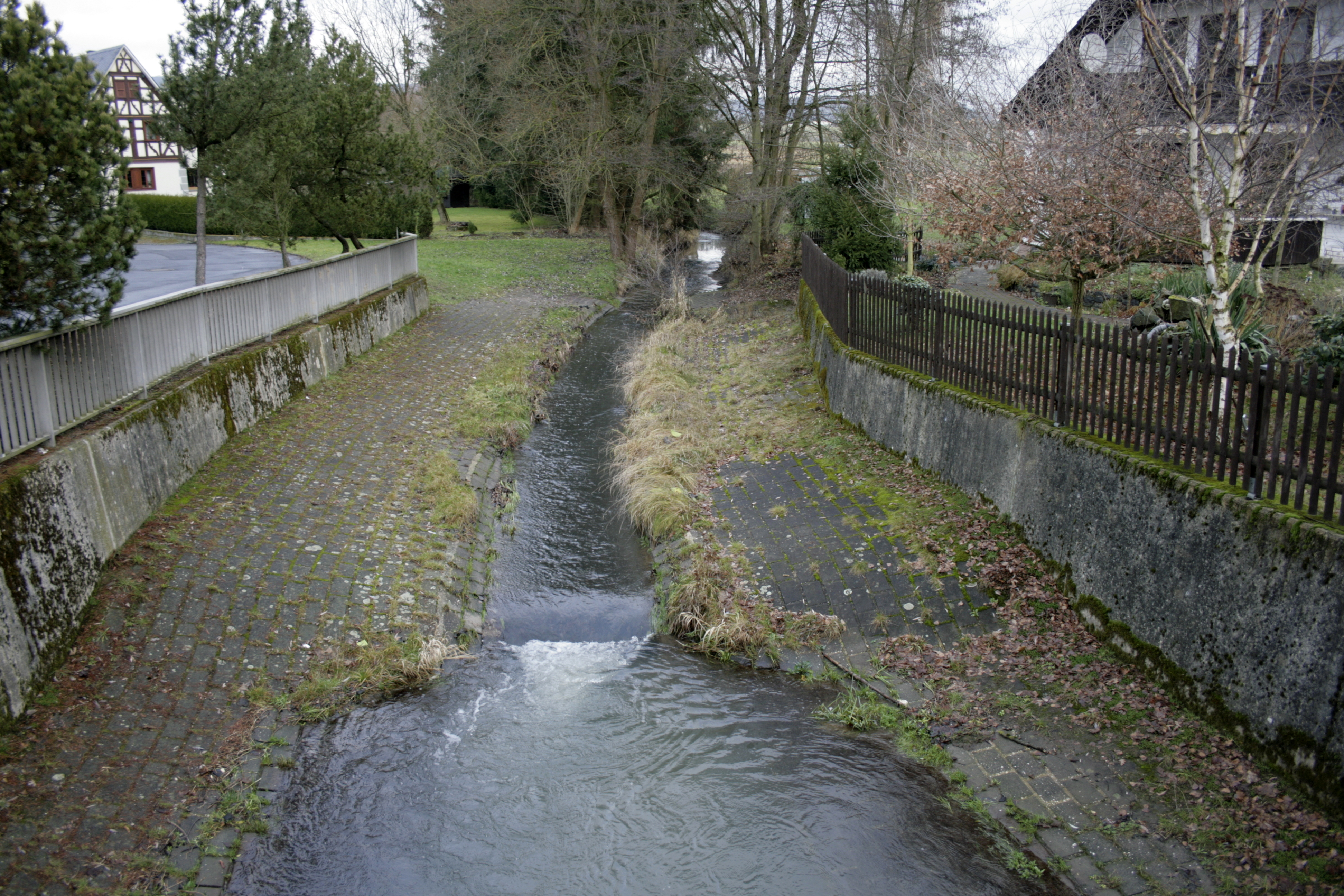
Der Salzbach

    - Kieselbach (rechter Quellbach), 2,2 km
    - Watzenbach (linker Quellbach), 3,0 km

  - Seifenbach (rechts), 1,8 km
    - Thalheimer Bach (links), 1,2 km
- Kumpgraben (links), 0,6 km
- Lohbach (rechts), 4,4 km
  - Horbach (linker Quellbach), 1,7 km
  - Hundsangener Bach (rechter Quellbach), 2,6 km
  - Frohnbach (links), 1,5 km
- Holzbach (links), 6,1 km
- Weiersbach (rechts), 3,2 km
  - Malmeneicher Bach (rechts), 2,0 km
- Faulbach (links), 3,3 km
- Dorfbach (Tränkbach) (rechts), 2,5 km
- Ahlbach (Bach vom Urselthaler Hof) (links), 3,8 km
- Offheimer Bach (links), 1,3 km
- Erbach (rechts), 11,8 km
  - Börnshahnbach (rechts)
  - Kleiner Erbach (rechts), 1,1 km
  - Pütschbach (rechts)
  - Fischbach (rechts), 3,7 km
  - Fischbach (rechts) 
    - Willbach (links) 1,0 km

  - Hasslerbach (Bach am Pfaffenkopf) (links), 3,2 km
    - Wiesgraben (links), 0,5 km

  - Rupbach (Elzer Bach), 1,4 km
- Wambach (Dillbach) (rechts), 3,9 km